# Torrent de Can Balasc
El torrent de Can Balasc, també anomenat torrent Fondo o riera de ca n'Esteper, és un curs d'aigua de Rubí, que neix a prop del barri de Can Pere. Desemboca a la riera de Rubí després de rebre les aigües del torrent de Can Tallafigueres dins del polígon industrial de Can Calopa.